# Catherine Cesarsky
Catherine Jeanne Gattegno Cesarsky (Ambazac, França, 24 de febrer de 1943) és una astrònoma francoargentina, expresidenta de la Unió Astronòmica Internacional (IAU) i coneguda a més per les seves recerques en astrofísica.

## Biografia
Va néixer a França, però va ser criada des dels dos anys a l'Argentina. Estudià al Col·legi Francès de Buenos Aires, on seria la primera alumna a especialitzar-se en Matemàtiques i Ciències. Volia continuar la seva carrera a l'École Polytechnique de França, però quan li van dir que no admetien dones va decidir finalment iniciar els seus estudis de grau a la Universitat de Buenos Aires, on va fer la carrera de ciències físiques entre 1959 i 1965.
En finalitzar els seus estudis a la UBA, va començar a treballar el 1961 com a ajudant en la mateixa universitat, fins que el 1963 va rebre una beca per a treballar al CONICET fins a 1965. Després va estudiar a la Universitat Harvard entre 1966 i 1971, on es va doctorar en astronomia.

## Carrera professional
Encara a l'Argentina entre 1965 i 1966, va exercir com a investigadora en l'Institut Argentí de Radioastronomia. Als Estats Units, va exercir com a Research Fellow entre 1971 i 1974 a l'Institut Tecnològic de Califòrnia, dins del departament d'astronomia. El 1974 ingressa al Servei d'Astrofísica de la Direcció de Ciències de la Matèria en el Centre d'Études Nucléaires de Saclay, on va ser cap del Servei d'Astrofísica.
Entre 1994 i 1999 va ser directoria de la Direction des Sciences de la Matière, per a després entre 1999 i 2007 ser directora general de l'ESO. Durant aquest temps també va ser investigadora principal de l'ISOCAM, la càmera a bord de l'Observatori Espacial Infraroig de l'ESA.
L'any 2006 va ser elegida presidenta de la Unió Astronòmica Internacional per al període 2006-2009, la primera dona a arribar a aquest lloc i número 28 en total.Des de 2007 exerceix com a alta comissionada per a l'energia atòmica al Centre d'Études Nucléaires de Saclay.En tota la seva carrera ja porta més de 350 publicacions científiques.

## Premis i reconeixements
- 1989: Chevalier de l'Ordre National du Mérite.[5]
- 1994: Chevalier de la Légion d'Honneur.[5]
- 1998: COSPAR (Committee on Space Research) Space Science Award.[3][6]
- 1999: Officier de l'Ordre National du Mérite.[5]
- 2004: Officier de la Légion d'Honneur.[5]